# Ерік Джон Старк

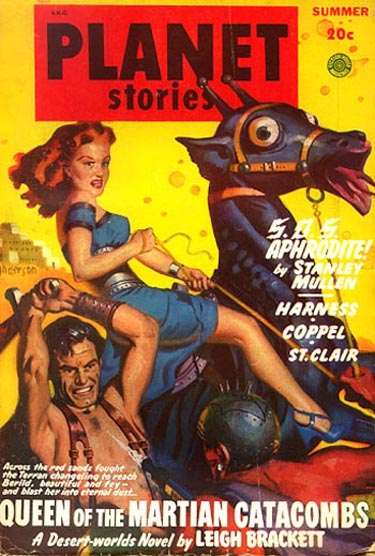
Ерік Джон Старк дебютував у «Королеві марсіанських катакомб», історії для обкладинки випуску Планет сторіз за літо 1949 року.

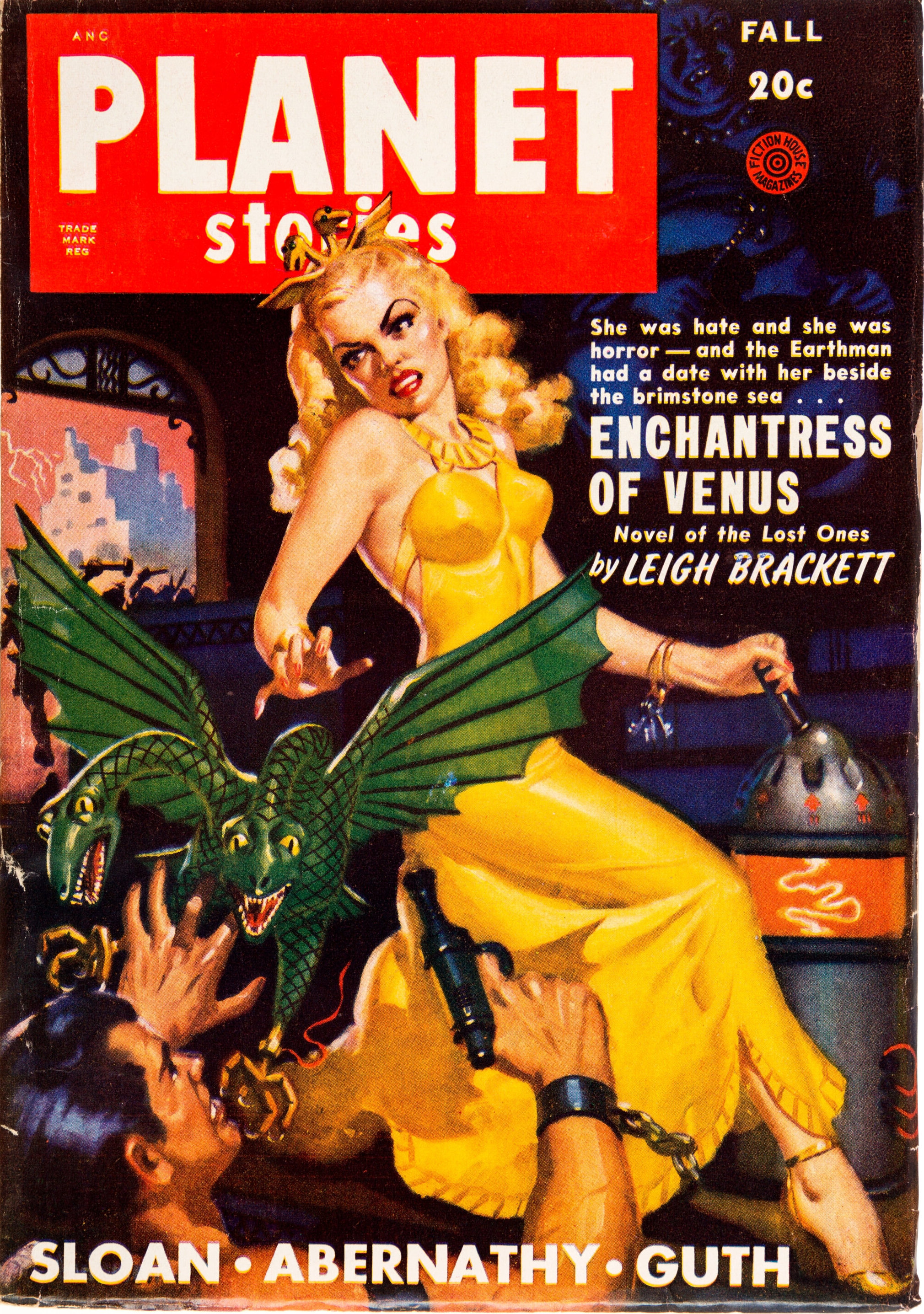
Друга повість Лі Брекетт про Старка «Чарівниця Венери», зайняла обкладинку наступного випуску Planet Stories (осінь 1949 р.)

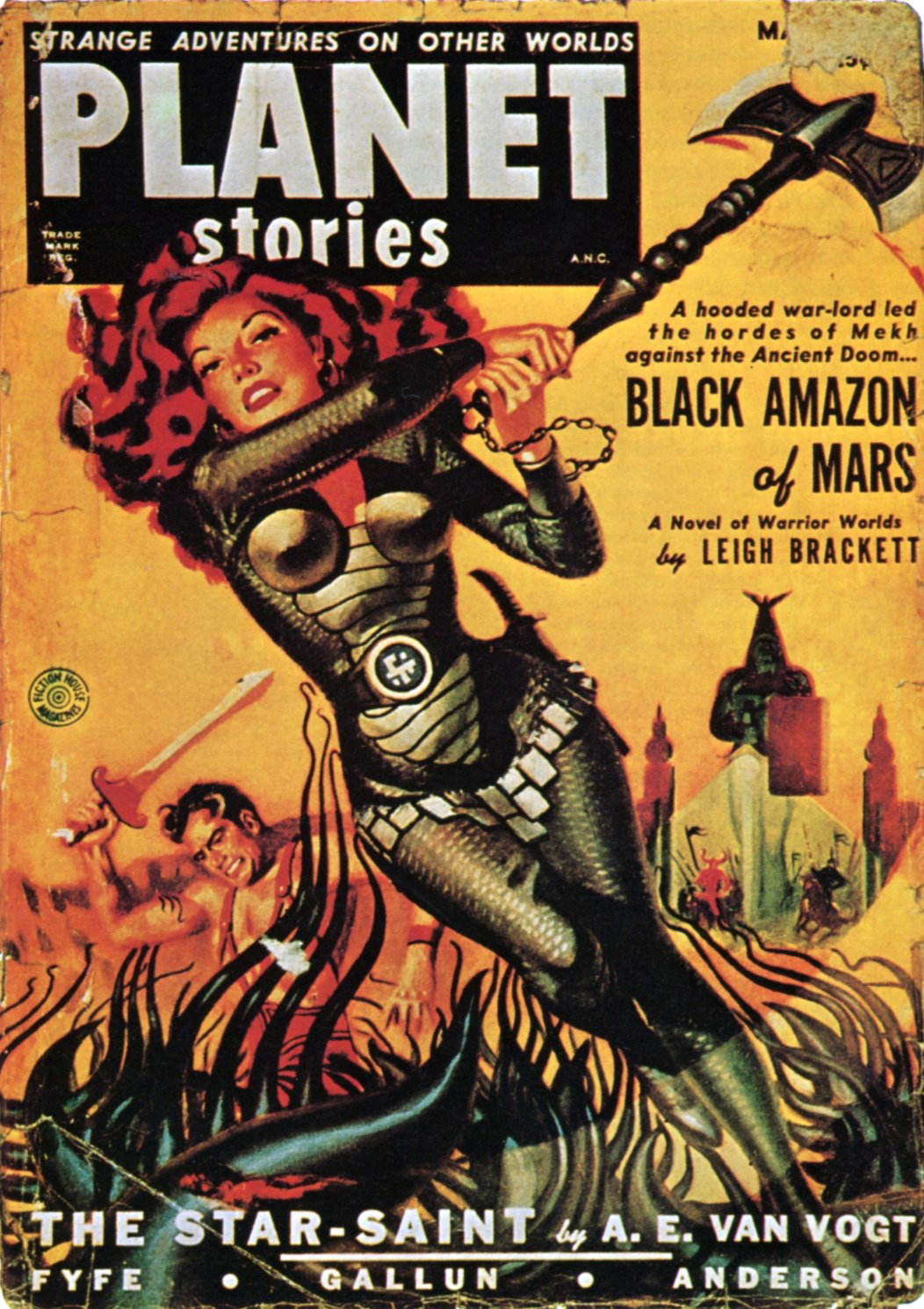
Чорна амазонка з Марса в Планет сторіз, березень 1951

Ерік Джон Старк (англ. Eric John Stark) — персонаж, створений письменницею-фантасткою Лі Брекетт. Старк — герой серії пульпових пригод, дія яких розгортається в період колонізації Сонячної системи. Його історія походження має деякі риси з дикими персонажами, такими як Мауглі та Тарзан; його пригоди відбуваються на спільних планетах космічної опери наукової фантастики 1940-х і 1950-х років.

## Передісторія
Старк народився на Меркурії. Його батьки були співробітниками компанії з видобутку корисних копалин Mercury Metals and Mining. Після того, як його батьки загинули під час обвалу внаслідок землетрусу, Старк був усиновлений племенем аборигенів Меркурія, яких описують як волохатих і з мордами. Вони дали йому ім'я Н'Чака, що означає «людина без племені». Він вважав себе одним із них, а не людиною, і витримав їхній суворий спосіб життя в сутінковому поясі Меркурія, виживаючи полюванням на скельних ящірок.
Ще до того, як Старк виріс, інша група шахтарів винищила його плем'я, схопила Старка й ув'язнила його в клітці. Зрештою вони б убили його, якби його не врятував поліцейський чиновник Саймон Ештон, який виростив Старка до повноліття.
Історії дорослого Старка — це стрімкі пригоди, але Брекетт примудряється вставити більше пафосу, ніж більшість авторів. Через своє походження Старк чітко усвідомлює несправедливість, яка зазнала планетарних «первісних» колонізаторів на Землі, і схильний стати на їхній бік проти офіційних органів. На початку історії, в якій він вперше з'являється, Старк ухиляється від двадцятирічного ув'язнення, накладеного на нього за передачу зброї корінній групі Венери, яка чинила опір терранським колонізаторам.

## Зовнішній вигляд
Один момент про зовнішність Старка, який старанно ігнорувався всіма його ілюстраторами аж до обкладинок Джеймса Раймана з серії Paizo Publishing Planet Stories: роки впливу посиленого сонячного світла на планеті Меркурій назавжди дали Старку дуже темну, майже чорну шкіра. Його шкіра «майже така ж темна, як його чорне волосся», і антагоніст зневажливо називає його «великою чорною мавпою». Темна шкіра Старка повторюється в «Чарівниці Венери». Інші Меркуріанські персонажі Брекетт також мають чорну шкіру (наприклад, Буря Яффа в «Немезіді з Терри»).
Професійні ілюстратори Брекетт зазвичай малювали Старка світлошкірим, навіть іноді блондином. Використання Брекетт сильного, незалежного і привабливого чорношкірого персонажа героєм кількох своїх оповідань було дуже незвичним для 1940-х і 1950-х років. Вибір художників проігнорувати письмовий опис Брекетт і замінити його типовим світлошкірим блондином, навіть у 1982 році, може відображати упереджене ставлення до темношкірих людей. Вплив цих оманливих ілюстрацій призвів до того, що критики ніколи не згадують і не називають Старка чорношкірим персонажем, хоча в історіях він чітко описаний як такий.
Хоча Старка багато разів описують як людину з дуже темною шкірою, він виглядає білим європейським, а не африканським походженням; Брекетт неодноразово розповідає своїм читачам, що незвичайне забарвлення Старка пов'язане з тривалим перебуванням під екстремальним сонячним світлом під час дитинства на планеті Меркурій. Брекетт відкрито створила Старка як образок популярних персонажів Едгара Райса Берроуза Джона Картера з Марса та Тарзана, а почорніла від сонця шкіра Старка — це меркуріанська версія бронзової шкіри Тарзана.

## Оповідання

### Сонячна система
Старк вперше з'явився в групі новел, опублікованих у пульп-журналі Планет-сторіз. Це були: «Королева марсіанських катакомб» (літо 1949 р.); «Чарівниця Венери» (осінь 1949), колись видана як «Місто загублених»; і «Чорна амазонка Марса» (березень 1951). Перша й остання історії були розширені в короткі романи: «Королева марсіанських катакомб» як «Таємниця Синхарату», «Чорна амазонка Марса» як «Люди талісману». Розширені версії вперше були опубліковані в 1964 році як дубль Ace в м'якій палітурці, а потім знову в 1982 році під назвою Ерік Джон Старк: Розбійник з Марса. Внутрішня хронологія оповідань відрізняється від порядку публікації; у «Королеві марсіанських катакомб» Старк перебуває на Марсі, втікши від полону на Венері; Дія «Чорної амазонки Марса» відбувається незабаром після цього, але в недослідженій і варварській місцевості поблизу північного полюса Марса; а в «Чарівниці Венери» Старк повернувся з Марса на Венеру шукати зниклого друга.
Два розширені романи мають невідповідності своїм оригіналам. «Таємниця Сінгарат» майже ідентична «Королеві марсіанських катакомб» до того моменту, коли Старк прибуває в Сінгарат, але важливий сюжетний момент розкривається раніше в новелі, а подальший розвиток подій розходиться з сюжетною лінією (хоча час від часу збігається) з «Катакомб». «Чорна амазонка Марса» значною мірою відрізняється від «Людей талісману», хоча й заснована на подібній передумові.

### Скайт
Через багато років Брекетт повернулася до персонажа в трилогії книг під назвою «Зірка Джинджера» (1974), «Собаки Скейта» (1974) і «Викрадачі Скейта» (1976). Ці історії — наукове фантезі, дія яких відбувається на далекій, але примітивній позасонячній планеті, оскільки оригінальне місце проведення Старка в Сонячній системі стало неприйнятним для видавців. У результаті, незважаючи на те, що особистість і походження персонажа зберігаються, існує небагато інших зв'язків між романами Скейта та ранніми романами про Старка.

### Інший
Остання історія, «Старк і Зоряні королі» (2005), переносить Старка у світ серіалу «Зоряні королі» її чоловіка Едмонда Гемілтона, що дає зразок їх рідкісної співпраці.